# Reinier Nooms

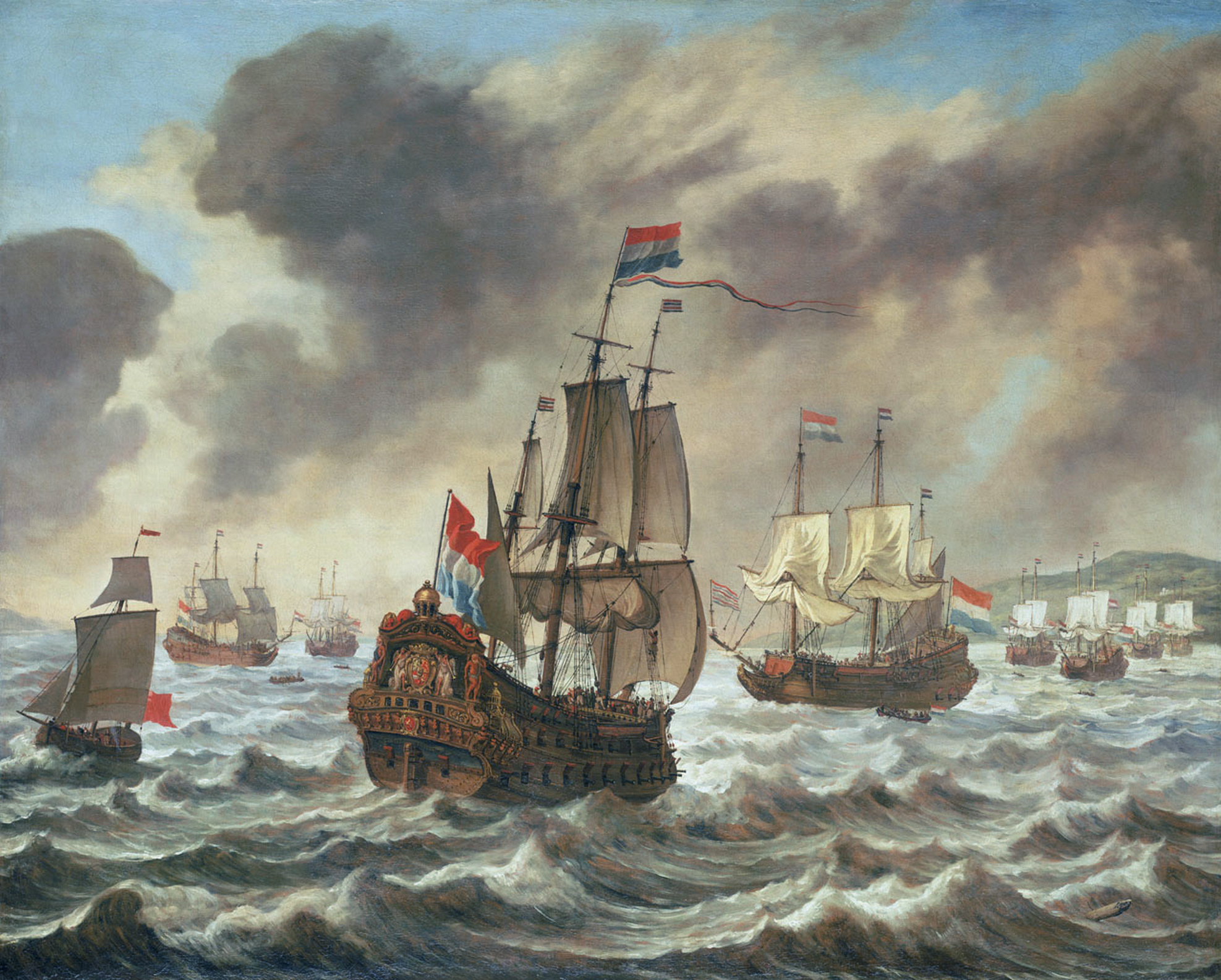
Przed bitwą na płyciźnie Downs, ok. 1639

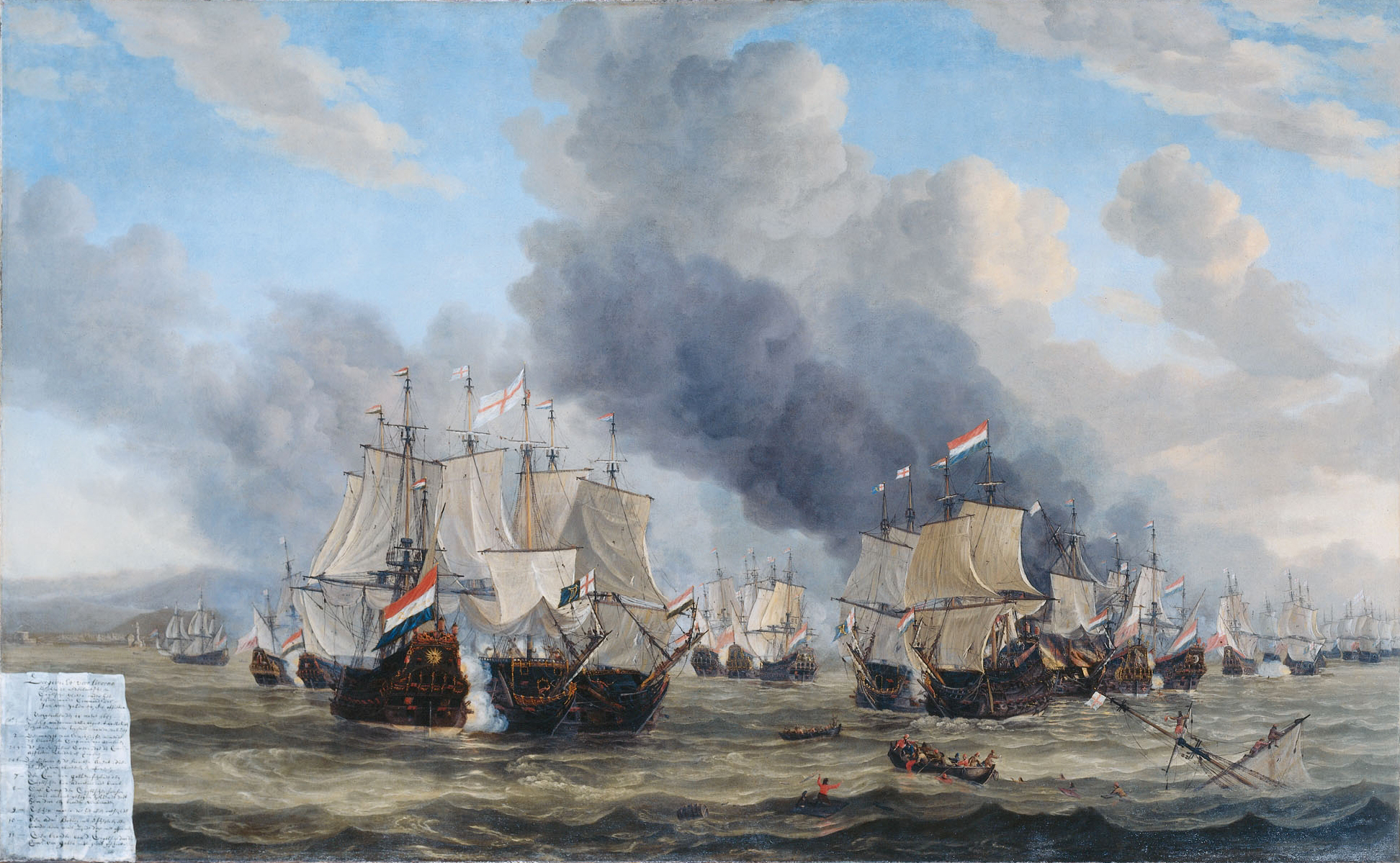
Bitwa morska pod Livorno, 1653

Reinier Nooms (ur. ok. 1623 w Amsterdamie, zm. przed 31 sierpnia 1664 tamże) – holenderski malarz i rytownik, znany pod pseudonimem Zeeman (j. hol. Marynarz).
Życie Reinier Nooms nie zostało poznane dokładnie, wiadomo jedynie, że pływał jako marynarz na holenderskim statku kupieckim, wiele też podróżował później. Odwiedził m.in. Paryż, Wenecję, Berlin, poznał wybrzeże północnej Afryki.
Uważany jest za samouka, ale musiał znać twórczość Willema van de Velde starszego. Malował przede wszystkim sceny morskie, jego ulubionym tematem były zwycięskie bitwy floty holenderskiej na płyciźnie Downs i pod Livorno. W pracach artysty szczegóły budowy jednostek morskich oddane są z wielką precyzją i znajomością konstrukcji statków, jak i zasad nawigacji.
Około 1650. Reinier Nooms wykonał cykl akwafort, odznaczających się mistrzowskim wykonaniem i wielką precyzją, Prace przedstawiały statki handlowe, okręty i topograficzne widoki, były wzorem dla innych twórców przez następne stulecia.